# Zsibó

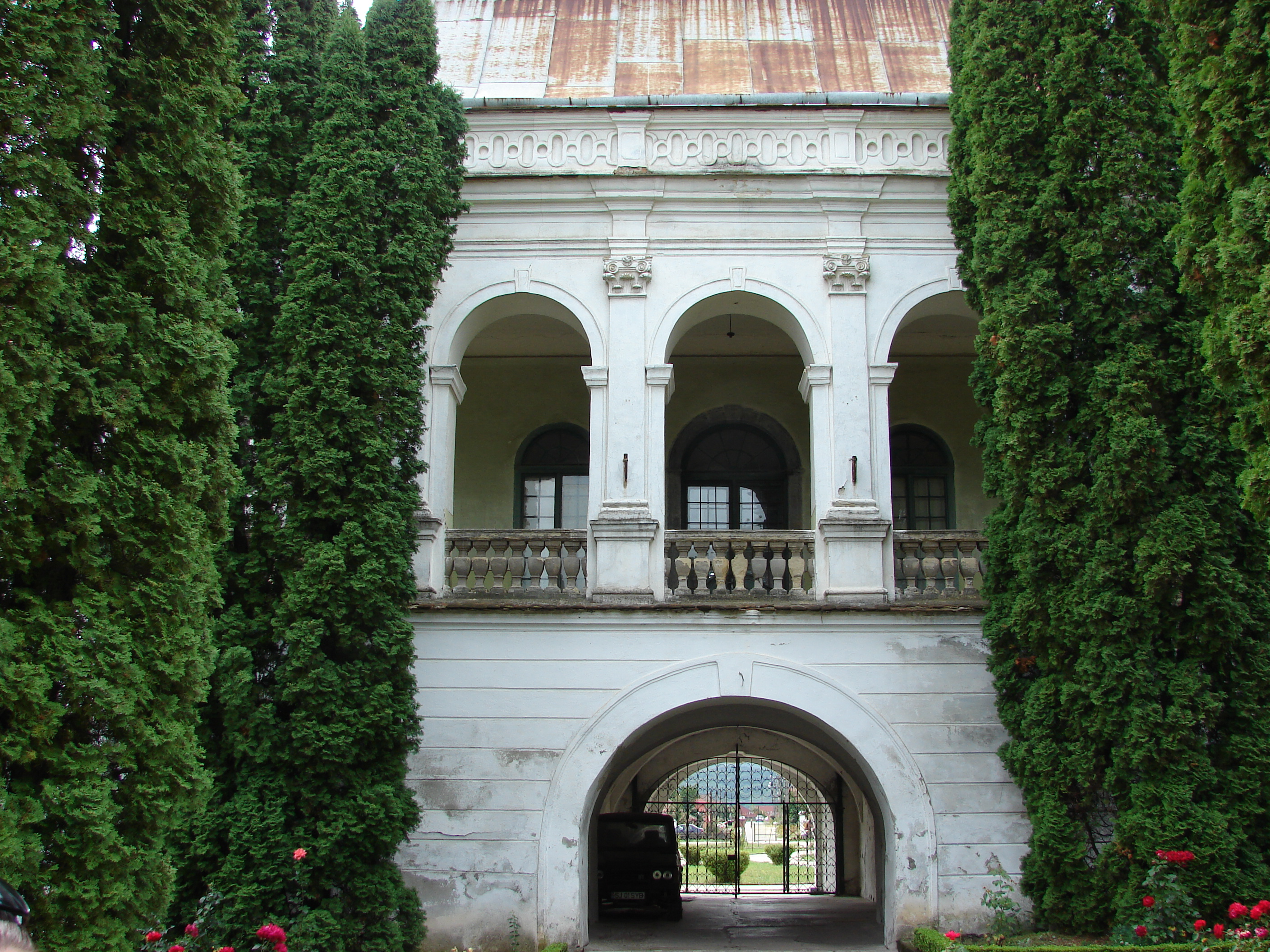

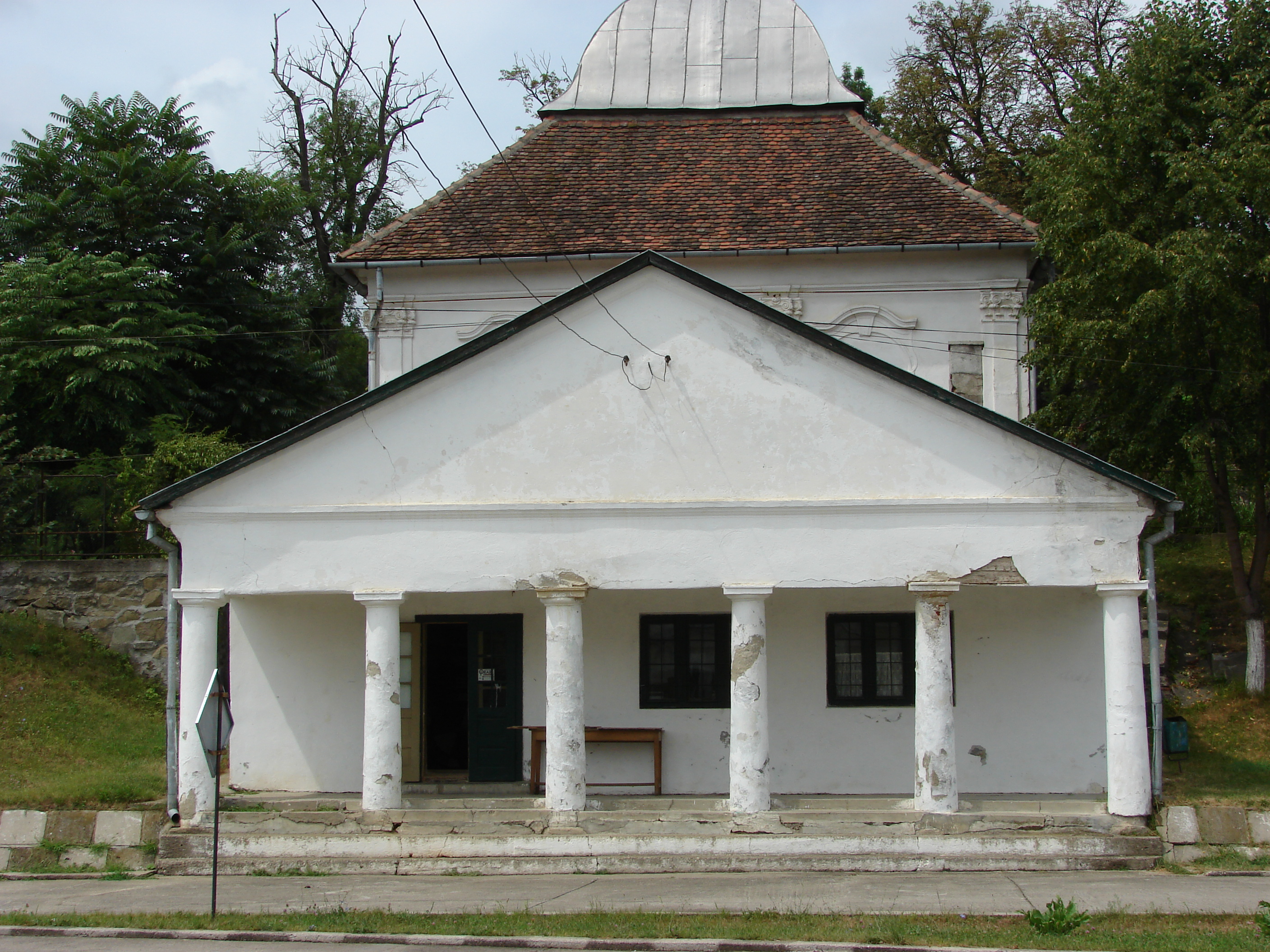
A kastély délnyugati sarokpavilonja

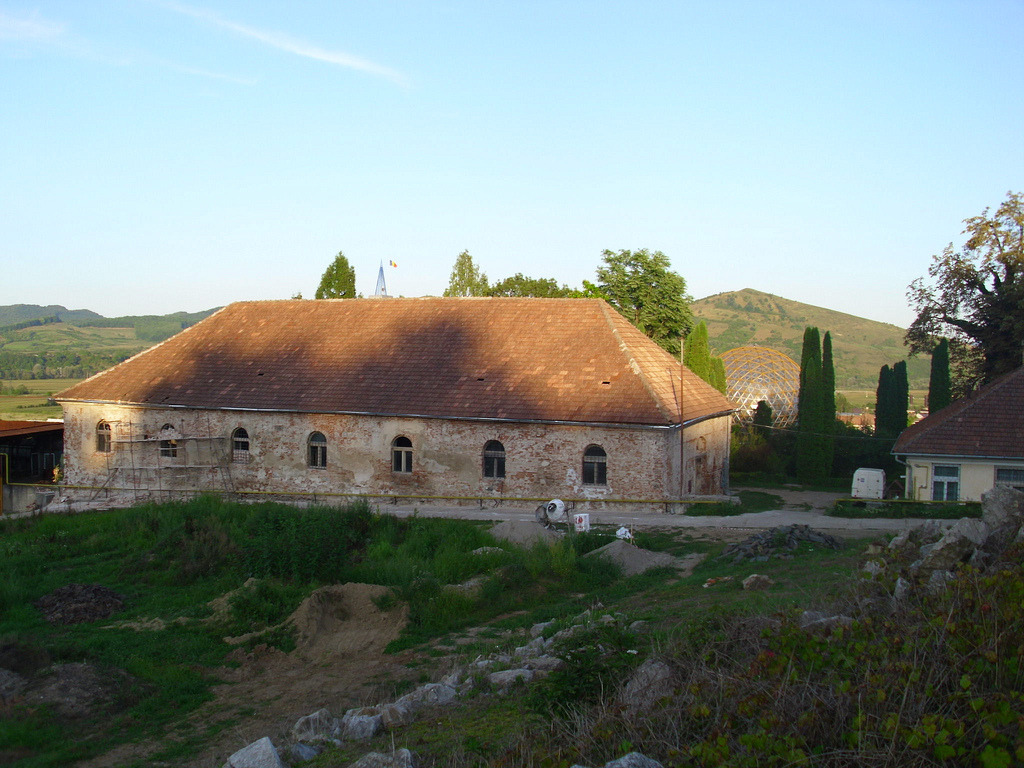
A lovarda

Zsibó (románul: Jibou,  németül: Siben) város Romániában, Szilágy megyében.

## Nevének eredete
1387-ben mint Zybotheleke fordult elő. Ez a német eredetű Zsibót személynév (vö. Zsibót és Șibot) és a telek köznév birtokos összetétele, amelyből téves tagolás útján keletkezett a Zsibó név (először 1423-ban: Sybo). Ezelőtt azonban 1205 és 35 között és 1219-ben Chybur néven is szerepelt.

## Fekvése
Zilahtól 26 km-re északkeletre, a Szamos bal partján fekszik.

## Népessége

### A népességszám változása
Lakosságszáma 1850 és 1992 között tízszeresére nőtt, azóta csökken.

### Etnikai és vallási megoszlás
- 1850-ben 1029 lakosából 771 volt magyar, 196 román, 44 cigány és 18 zsidó nemzetiségű; 807 református, 194 görögkatolikus és 18 zsidó vallású.
- 1910-ben 3047 lakosából 2481 volt magyar és 532 román nemzetiségű; 1656 református, 648 görögkatolikus, 485 zsidó  és 231 római katolikus vallású.
- 2002-ben 9632 lakosa volt, közülük 7628 román, 1449 magyar és 543 cigány anyanyelvű; 6580 ortodox, 1502 református, 516 pünkösdi, 390 baptista, 156 görög és 153 római katolikus vallású.
- 2011-ben 8751 lakosa volt, közülük 6818 román, 1151 magyar, 411 cigány anyanyelvű.[4]

## Története
1387-ben Aranyos, 1545-ben Hadad, 1553-ban Kővár várához, 1564-ben ismét Hadadhoz tartozott. 1423-tól százötven évig a Kusalyi Jakcs család birtokolta. A 16–17. században mezőváros, vásáros hely volt Közép-Szolnok vármegyében. Részt vett a só úsztatásában a Szamoson. 1570-ben jobbágy lakói 22 kapu után adóztak. Az erdélyi országgyűlés 1571-ben harmincadvámszedő hellyé nyilvánította. Báthory István fejedelem Hadad várával és tizenhat faluval együtt 1584-ben Wesselényi Ferencnek adományozta, hűsége jutalmaként. Ettől kezdve a Wesselényi család uradalmi székhelye volt. A tatár csapatok 1658-ban elpusztították. 1703-ban megerősítették hetivásár tartására szóló kiváltságát. 1705. november 11-én a zsibói csatában a település mellett szenvedett vereséget a II. Rákóczi Ferenc által vezetett kuruc sereg Ludwig von Herbeville tábornagy, császári főparancsnok hadaitól. A Rabutin parancsnoksága alatt álló szerb határőrök ezután felégették. A csata emlékére a Szamos jobb partján emelkedő, piramis alakú hegy a Rákóczi-hegy nevet viseli.
A 18. század folyamán egy nagyobb, román népességű vidék egyetlen magyar, református lakosságú települése, uradalmi székhely, vásáros hely, a század második felétől járásközpont volt. 1715-ben 24 adózó háztartásából 22 volt református magyar és két román, 1720-ban mind a 28 háztartása magyar. 1733-ban 14 görögkatolikus román családját is összeírták. Református egyháza 1781-ben ötszáz főből állt, míg 1785-ben összesen 730 fő lakta – részben zsellér, részben jobbágy jogállású és kevés nemes. Híres ménesét a „gonosz” Wesselényi István alapította a 18. század közepén. Id. Wesselényi Miklós, a „zsibói bölény” továbbfejlesztette a ménest, lovardát építtetett és népiskolát tartott fenn, de a gazdálkodást elhanyagolta, jobbágyai robotját vadászatokra pazarolta el. 1798 és 1808 között nyolcszor látta hosszabb időre vendégül a kolozsvári magyar színtársulatot. 1816-ban az akkorra 350 darabosra szaporodott ménest szőrféreg támadta meg, és az arab telivérek kipusztultak. 1817-ben került Zsibóra Kelemen Benjámin gazdatiszt, aki az ifjabb Wesselényi Miklós támogatásával és megküzdve az özvegy Cserey Heléna konzervativizmusával bevezette a vetésforgót, meghonosította a lucerna, a lóhere, a burgonya és a repce termesztését, gyümölcsfákat (almát, körtét, cseresznyét, meggyet, ringlót) ültetett, új juhmosási eljárást vezetett be és rendezte a falvak határát. A korábban néhány száz állatot számláló juhászat az 1840-es évek elejére tízezresre gyarapodott. Iparszerűvé fejlesztette a selyemszál és a hamuzsír előállítását. 1831-ben a tizedből alapítványt hozott létre az éhínség megelőzésére. Gyakornokokat képzett – Zsibó az 1830-as–40-es években a mezőgazdasági oktatás erdélyi központjának számított. 1840-ben először hozott Erdélybe cséplőgépet. A 19. század első felében újabb tizenegy környékbeli falu került a zsibói Wesselényi-uradalomhoz. Wesselényi mindeközben az uradalom valamennyi falujában iskolát alapított, néhány helyen pedig, így Zsibón is, óvodát. Egy 1842-es tájékoztatás szerint „Leghiresebb vásáros helység a Szilágyba, országos vásárain a legszebb szarvas marha és igen sok ló találtatik. Itt veszik a legcsinosabb kinézésü tulkokat. Nyári vásárkor sajt, gyapju feles mennyiségben árultatik népes piacczán.”
Lakói 1848 szeptemberében követeket küldtek Naszódra, ahol „pazsurás” menlevelet kértek és kaptak Urbantól. Októberben a forradalmi hatóságok Szilágycseh helyett tévedésből Zsibóra küldtek egy hóhért. A zsibóiak akasztásoktól félve felverték a környéket, megverték az Urbán menlevelét lázítónak és ámítónak nevező református lelkészt, majd a hóhért és a lelkészt megkötözve Naszódra küldték. November elején a Décsey László vezette honvédek és nemzetőrök megverték az itt gyülekező felkelőket. December 19-én Kemény Farkas és Czetz János csapatai Zsibó mellett megfutamították a Binder vezette császári sereget. 1849. augusztus 13-án itt gyülekezett Kazinczy Lajos nyolc- és Gál Sándor háromezer embere. 24-én haditanácsot tartottak a Wesselényi-kastélyban. Kazinczy itt felolvasta Görgey Artúr fegyverletételt elrendelő levelét. Többen a harc folytatása mellett szálltak síkra és elhagyták a termet. Másnap, 25-én Kazinczy tábora letette a fegyvert Grotenhjelm tábornok előtt. Több magyar tiszt öngyilkosságot követett el.
A 19. század második felében tovább fejlődött Zsibón a selyemhernyó-tenyésztés. 1862-ben gyógyszertár nyílt benne. 1876-ban Közép-Szolnok vármegyétől Szilágy vármegyéhez csatolták. 1886-ban Puskás Tivadar kezdett el kőolaj után kutatni határában, de a készletek elégtelennek mutatkoztak, ozokerit kitermelésére létrehozott üzeme pedig hamarosan csődbe ment. 1890. október 1-jén megnyitották a Dés–Zsibó–Zilah vasútvonalat, amelyet néhány év múlva Nagybányáig hosszabbítottak meg. 1888-ban megalakult a Zsibó és vidéke Takarékpénztár, 1897-ben pedig a Selagiana hitelintézet. 1909 és 1913, majd 1920 és 1944 között nyomda működött benne. 1968-ban várossá nyilvánították, ezt követően pedig több üzemet létesítettek benne: lenfonót, tejüzemet, 1980-ban pedig ruhagyárat. Ezzel párhuzamosan több új, tömbházas negyedet építettek.

## Látnivalók
- A Wesselényi-kastély építése valószínűleg 1778 után kezdődött és 1810-ig tartott. Az eredetileg négyszög alaprajzú, késő barokk épületegyüttesből a főépület és két déli pavilon maradt fenn. Kazinczy Lajos serege 1849. augusztus 25-én a kastély udvarán tette le a fegyvert, és a nagyteremben írták alá a megadásról szóló okmányt. Utolsó gazdája Teleki Béla, az Erdélyi Magyar Párt elnöke volt. 1959-től az általános iskola felső tagozata, 1971-től úttörőház működött benne. A park szélén az 1771-ben épült egykori lovarda áll, falát Johannes Nachtigall lószobra díszíti. Az 1781 óta fejlesztett, 24 hektáros park 1968 óta nyilvános botanikus kert. Magában foglal többek között több üvegházat, két japánkertet, egy fosszíliarezervátumot, egy kétszintes, 23 medencéből álló akváriumot és egy vadasparkot.[9]
- A Wesselényi család romos kriptája, tizenkét sírhellyel.[10]
- A várostól két-három kilométerre nyugatra az 1903-ban épült volt Béldy-kastélyban ma ideggyógyintézet működik.[11]
- Középkori eredetű református temploma mai alakját 1749-ben kapta. A főbejárat mellett a „labanc” Wesselényi István és felesége, Bánffy Kata sírköve látható. Mennyezete kazettás. Kertjében áll Sepsi József 2004-ben felállított Wesselényi-szobra.[12]
- A városi kórház az egykori járásbíróság 1906-ból való épületében működik.[13]
- A városi múzeum anyagát a művelődési ház folyosóján állították ki.[14]
- Az egykori kaszinó épületét az ortodox esperesség, a Takarékpénztár 1906–07-ben épült hajdani székházát pedig a városháza használja.[15]
- Kénes, gyógyvizes forrásait felhasználva 1966 után építettek ki strandot.[16]
- A református temetőben az 1848/49-ben elhunyt honvédek emlékobeliszkje.

## Oktatás
- A Ion Agârbiceanu Elméleti Líceum elődje 1957-ben alakult.[17]
- Octavian Goga Technológiai Líceum.[18]

## Gazdaság
Egykori szocialista iparából a textilipar maradt meg, illetve egy tejipari üzem működik a városban.

## Híres emberek

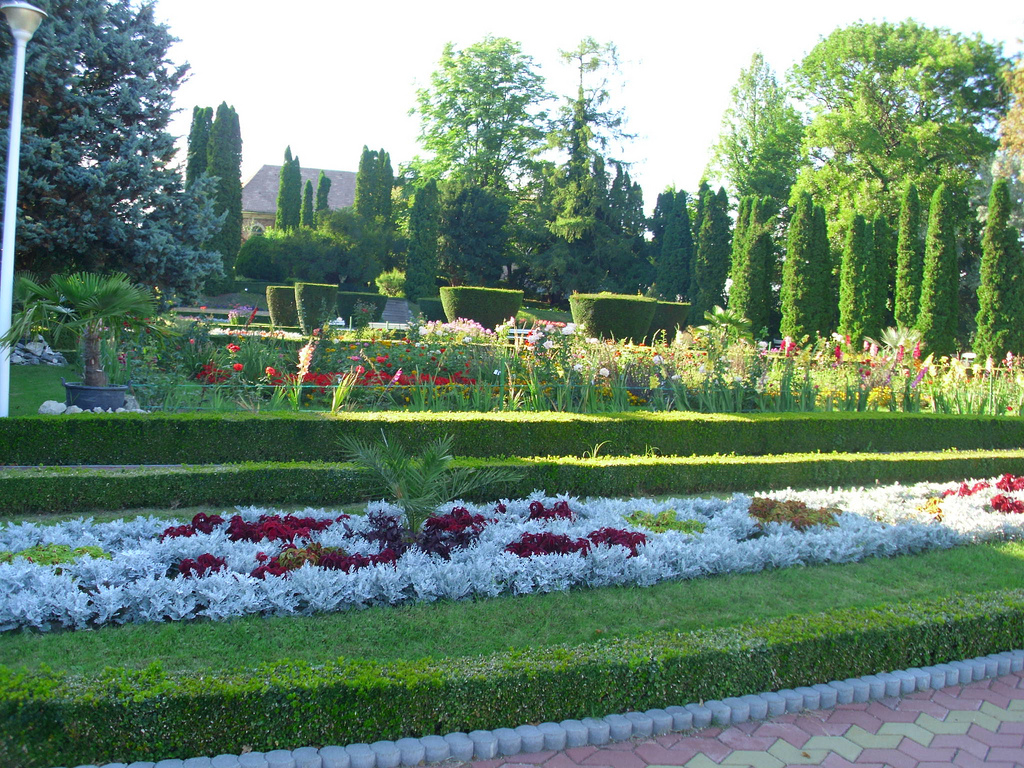
A botanikus kert

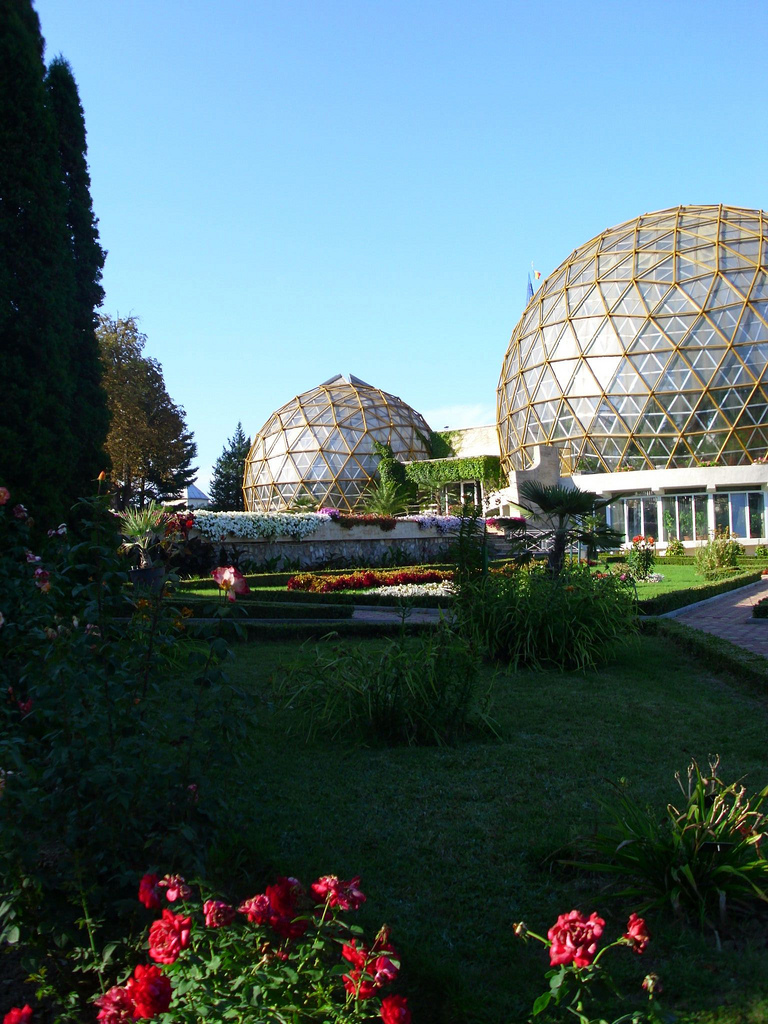

- Itt született 1796. december 30-án Wesselényi Miklós. Itt, a kriptában nyugszik az idősebb és az ifjabb báró Wesselényi Miklós, a kastély építtetője és fia, az árvízi hajós.
- Itt született 1750-ben és itt is halt meg 1809-ben idősebb Wesselényi Miklós, a „zsibói bölény.”
- Itt született 1904-ben Tóth Miklós író, újságíró, színpadi szerző, forgatókönyvíró.
- Itt született 1948-ban Pavel Abraham kriminológus.
- Itt élt Birtalan István világbajnok kézilabdázó, az NDK-ban rendezett 1974-es világbajnokság gólkirálya.
- Itt született 1955-ben Orbán Gyöngyi irodalomtudós.
- 1886 után egy ideig itt élt Puskás Tivadar.
- 1805-ben és 1817-ben meglátogatta a kastélyt Kazinczy Ferenc.
- Az 1820-as vagy/és az 1830-as években Brassai Sámuel rendezte a kastély könyvtárát.
- 1845. május 7-én Wesselényi vendége volt a kastélyban Deák Ferenc, Vörösmarty Mihály és Kemény Zsigmond.
- 1919-ben a városba internálták Nagy Vincét.